# Роты (посёлок)
Роты (укр. Роти) — посёлок в Светлодарской городской общине Бахмутского района Донецкой области Украины.
Население по переписи 2019 года составляло 64 человека. Почтовый индекс — 84580. Телефонный код — 6274.